# 広田豹
広田 豹（ひろた ひょう、1961年10月12日 - ）は、日本の俳優、ナレーター、MC、演出家、アクティングコーチ。東京都出身。
（有）エスプレイング所属。ロックバンドBKBリーダー（ドラム）。日本演出者協会国際部。元（株）スターダストプロモーションアクティングコーチ。現在、複数の芸能事務所、演技学校でアクティングコーチ。

## 人物
都立立川高校、一橋大学社会学部卒業。高校一年時にソビエト連邦（ロシア、ウクライナ、リトアニア）を、ひと夏かけて回る。大学時代は、一橋大学と津田塾大学の両英語クラブ合同のプロダクションによる英語劇で活躍。大学卒業後、（株）テレビ東京に勤務。編成局。演出局。1987年、花組芝居旗揚げに誘われ、第二回公演『いろは四谷怪談』より出演。1997年2月『泉鏡花の天守物語』まで11年間、在籍。2000年　ロシア功労芸術家レオニード・アニシモフ率いるペレジヴァーニエ・アートシアター(P.A.T.)に参加。2005年　ペレジヴァーニエ・アートシアター退団。日本演出者協会国際部に所属。世界最大手のオーディオガイド製作会社Acoustiguide社の受け持つ、美術館、世界遺産、体験型アミューズメント施設などのオーディオガイドを製作。台本翻訳から、収録演出、ナレーションも行う。スターダストプロモーションを皮切りに、複数の芸能事務所、演技学校でタレントの演技指導。演劇関連の稽古、レクチャー等で英日通訳。高校生のためのeiga worldcup 2018審査員。 フランス語、ロシア語、韓国語を話す。

## 出演歴

### 舞台
1987年から1997年までの花組芝居のほとんどの作品のほか、
- 『ヴェローナの二紳士』『ペリクリーズ』（1991年　グローブ座プロデュース　グローブ座）
- 『ダイヤルMを廻せ!』（1994年　自転車キンクリーツ・カンパニー　紀伊国屋ホールほか）
- 『フェアリーテール』（1997年　【P4】合同公演　さいたま芸術劇場ほか）
- 『すばらしきネジ』（1997年　青空美人　青山円形劇場）
- 『時々自動的思考』（1999年　時々自動　シアタートラム）
- 『H（アッシュ）』（2000年　LABO!　MOMO）
- 『桜の園』（2001年～　ペレジヴァーニエ・アートシアター　チェーホフ演劇祭（ロシア）、SAiスタジオ小茂根ほか）
- 『かもめ』（2002年～　ペレジヴァーニエ・アートシアター　SAiスタジオ大山ほか）
- 『どん底で』（2003年　ペレジヴァーニエ・アートシアター　SAiスタジオ大山）
- 『ワーニャ伯父さん』（2010年　東京ノーヴイ・レパートリーシアター）
- 『出口なし』（2010年　Bourbaki PLUS+　演出・出演）
- 『刃、刃、刃!』（2011年　アトリエ・センターフォワード）
- 『フランツとマリー』（2011年　王子ホール　演出・出演）
- 『ちゃんぽん』（2012年　日韓演劇フェスティバル　演出・出演）
- 『「Ｆ」ト呼バレル町』（2012年　アトリエ・センターフォワード　シアター風姿花伝）
- 『フランツとマリー』（2013年　ベヒシュタインサロン　演出・出演）
- 『銀座オペラ　カルメン』（2013年　ヤマハホール　演出・出演）
- 『罠』（2013年　モズ企画　タイニイアリス）
- 『グローバル・ベイビー・ファクトリー』（2014年　劇団印象-indian elephant-　せんがわ劇場）
- 『匂衣　タイ・バージョン』（2014年　劇団印象-indian elephant-　バンコク・シアター・フェスティバル2014（タイ）ほか）
- 『グローバル・ベイビー・ファクトリー2』（2015年　劇団印象-indian elephant-　せんがわ劇場）
- 『狂った劇』（2017年　韓国現代戯曲ドラマ・リーディング　座・高円寺）
- 『近代能楽集　全8作品上演』（2017年　三条会　ザ・スズナリ）
- 『クミの五月』（2018年　韓国現代戯曲ドラマ・リーディング　シアタートラム）
- 『刺客列伝 Terrorists』（2019年　韓国現代戯曲ドラマ・リーディング　座・高円寺）
- 『蛍』（2019年　第27班　萬劇場）

### 映画
- 『押繪と旅する男』（1991年　川島透監督）

### ドラマ
- 『お嬢だん』（日本テレビ）
- 『ファミ・レスな夜』（テレビ朝日）
- いけない足し算A+B 『勃起バー』（BSジャパン）

### CM
- 日本たばこ産業「セブンスター・カスタムライト」
- 福武書店
- パナソニック・ホームテレホン
- サッポロビール
- 富士通マイゼミナール
- 三菱重工ビーバーエアコン
- サントリーウイスキー「膳」
- NEC
- 日本ハム
- AXA生命
- アエラホーム
- 明治ポッカ・ココプレッソ
- ニコレット（ナレーション）
- オリンパス
- 皇潤
- LINKRU

### ビデオ
- 進研ゼミ
- ケイオプティコム
- 消費生活センター

### ナレーション・吹き替え
- 日本テレビ・ニュースプラス1「特集」コーナー
- フジカラー、中村屋カレー、月桂冠、ミスタードーナツ、明光商会VP、木曜洋画劇場（日本タレント名鑑参照。）

### オーディオガイド
- ルーブル美術館
- 国立エルミタージュ美術館
- オルセー美術館
- オランジュリー美術館
- アヴィニョン教皇宮殿
- Fashion Museum
- Roman Baths Museum
- Whisky Experience
- Titanic Experience
- バーンズ財団美術館
- ニューヨーク911記念館